# Bruchia carolinae
Bruchia carolinae är en bladmossart som beskrevs av Coe Finch Austin 1877. Bruchia carolinae ingår i släktet Bruchia och familjen Bruchiaceae. Inga underarter finns listade i Catalogue of Life.